# Oberonia sarawakensis
Oberonia sarawakensis är en orkidéart som beskrevs av Rudolf Schlechter. Oberonia sarawakensis ingår i släktet Oberonia och familjen orkidéer. Inga underarter finns listade i Catalogue of Life.